# Jean-Yves Couliou
Pour les articles homonymes, voir Couliou.
Jean-Yves Couliou, né le 18 octobre 1916 à Landerneau et mort le 8 janvier 1995 à Lorient, est un peintre français.

## Biographie
Né à Landerneau, d'un père originaire de Moëlan-sur-Mer et d'une mère de Riec-sur-Bélon, Jean-Yves Couliou passe son enfance près de Pont-Aven d'où ses parents sont originaires. Après ses études secondaires, il étudia pendant huit ans successivement aux Beaux-Arts de Rennes, aux Beaux-Arts de Paris, à l'École nationale supérieure des arts appliqués à Paris et les arts décoratifs à Paris. Il est encouragé par ses professeurs Maurice Brianchon, Jean Dupas), Raymond Legueult, Roland Oudot, ainsi que Roger Bissière.
Prisonnier de guerre, pendant cinq années en Allemagne durant la Seconde Guerre mondiale, il retourne à Lorient en 1949 où il devient professeur de dessin jusqu'à sa retraite en 1976.
Sa peinture est inspirée par l'art naïf et la réalité poétique, ainsi que l'expressionnisme, le non-figuratif, l'abstraction lyrique et géométrique
Résidant à Guidel, il meurt le 8 janvier 1995 à Lorient.

## Œuvres dans les collections publiques
- En 1939, il reçoit des commandes et vend des œuvres à l'État[2].
- Paris, musée national d'Art moderne.
- Musée de Belgrade, de Glasgow, Vannes, Pont-Aven, Ernée.
- Amsterdam, Bâle, Berne, Beverly-Hills, Chicago, Genève, Guingamp, Lausanne, Londres, Neuchâtel, New York, Rome, Zurich et de nombreuses collections en Bretagne[Lesquelles ?][3].

## Récompenses
Jean-Yves Couliou reçut de nombreux prix et médailles obtenus dans ces différentes tendances :
- [Quand ?] : 1er prix de New York.
- [Quand ?] : prix Victor Lesur.
- [Quand ?] : 1er prix des Amis des arts de la ville de Colombes et Bordeaux.
- [Quand ?] : prix d'honneur des Amis des arts de Blois et grand prix de la Ville de Blois.
- [Quand ?] : prix Signatures, Conté, Lefranc, des Galeries Ledoux et Tazartez, Nantes, Rennes, Bourges, Lorient.
- [Quand ?] : 1er grand prix du Salon Blésois, des Villes de Niort, Ernée.
- [Quand ?] : médaille d'or de Bourges.